# Гимнастика на Летњим олимпијским играма 2012.
На Летњим олимпијским играма 2012. гимнастичари су се такмичили у три дисциплине: спортска гимнастика, ритмичка гимнастика и трамполина. Такмичења у спортској гимнастици су одржана у Норт Гринич арени од 28. јула до 7. августа. У ритмичкој гимнастици такмичења су одржана од 9. до 12. августа у Вембли арени, док су такмичења у трамполини одржана 3. и 4. августа такође у Норт Гринич арени.

## Биланс медаља
| Ранг   | Држава               | Злато | Сребро | Бронза | Укупно |
| 1      | Кина                 | 5     | 4      | 3      | 12     |
| 2      | Русија               | 3     | 5      | 4      | 12     |
| 3      | САД                  | 3     | 1      | 2      | 6      |
| 4      | Јапан                | 1     | 2      | -      | 3      |
| 5      | Румунија             | 1     | 1      | 1      | 3      |
| 6      | Бразил               | 1     | -      | -      | 1      |
| 6      | Јужна Кореја         | 1     | -      | -      | 1      |
| 6      | Канада               | 1     | -      | -      | 1      |
| 6      | Мађарска             | 1     | -      | -      | 1      |
| 6      | Холандија            | 1     | -      | -      | 1      |
| 11     | Немачка              | -     | 3      | -      | 3      |
| 12     | Уједињено Краљевство | -     | 1      | 3      | 4      |
| 13     | Белорусија           | -     | 1      | 1      | 2      |
| 14     | Италија              | -     | -      | 2      | 2      |
| 15     | Француска            | -     | -      | 1      | 1      |
| 15     | Украјина             | -     | -      | 1      | 1      |
| Укупно | Укупно               | 18    | 18     | 18     | 54     |

## Резултати

### Мушке дисциплине
| Дисциплине               | Злато                                                               | Сребро                                                                                | Бронза                                                                                    |  |  |  |
|                          |                                                                     |                                                                                       |                                                                                           |  |  |  |
| екипно детаљи            | Кина · Чен Јибинг · Фенг Џе · Гуо Веијанг · Џанг Ченглунг · Цоу Кај | Јапан · Рјохеј Като · Казухито Танака · Јусуке Танака · Кохеј Учимура · Коџи Јамамуро | Велика Британија · Сем Олдам · Данијел Первис · Луис Смит · Кристијан Томас · Макс Витлок |  |  |  |
| вишебој детаљи           | Кохеј Учимура                                                       | Марсел Нгујен                                                                         | Данел Лејва                                                                               |  |  |  |
| партер детаљи            | Цоу Кај · Кина                                                      | Кохеј Учимура · Јапан                                                                 | Денис Абљазин · Русија                                                                    |  |  |  |
| коњ са хватаљкама детаљи | Кристијан Берки · Мађарска                                          | Луис Смит · Уједињено Краљевство                                                      | Макс Витлок · Уједињено Краљевство                                                        |  |  |  |
| кругови детаљи           | Артур Набарете Занети · Бразил                                      | Чен Јибинг · Кина                                                                     | Матео Моранди · Италија                                                                   |  |  |  |
| прескок детаљи           | Јанг Хак Сеон · Јужна Кореја                                        | Денис Абљазин · Русија                                                                | Игор Радивилов · Украјина                                                                 |  |  |  |
| паралелни разбој детаљи  | Фенг Џе · Кина                                                      | Марсел Нгујен · Немачка                                                               | Амилто Сабо · Француска                                                                   |  |  |  |
| вратило детаљи           | Епке Зондерланд · Холандија                                         | Фабијан Хамбихен · Немачка                                                            | Цоу Кај · Кина                                                                            |  |  |  |

### Женске дисциплине
| Дисциплине                | Злато                                                                                               | Сребро                                                                                                | Бронза |  |  |  |
|                           | | | |  |  |  |
| екипно детаљи             | Сједињене Државе · Џордин Вибер · Габријел Даглас · Макејла Марони · Александра Рајзман · Кајла Рос | Русија · Ксенија Афанасјева · Анастасија Гришина · Викторија Комова · Алија Мустафина · Марија Пасека | Румунија · Дијана Лаура Булимар · Сандра Ралука Избаша · Лариса Андреа Јордаче · Каталина Понор · Дијана Марија Челару |  |  |  |
| вишебој детаљи            | Габријел Даглас · Сједињене Државе                                                                  | Викторија Комова · Русија                                                                             | Алија Мустафина · Русија                                                                                               |  |  |  |
| прескок детаљи            | Сандра Ралука Избаша · Румунија                                                                     | Макејла Марони · САД                                                                                  | Марија Пасека · Русија                                                                                                 |  |  |  |
| двовисински разбој детаљи | Алија Мустафина · Русија                                                                            | Хе Кесин · Кина                                                                                       | Елизабет Тведл · Уједињено Краљевство                                                                                  |  |  |  |
| партер детаљи             | Александра Рајзман · САД                                                                            | Каталина Понор · Румунија                                                                             | Алија Мустафина · Русија                                                                                               |  |  |  |
| греда детаљи              | Денг Линлин · Кина                                                                                  | Суеј Лу · Кина                                                                                        | Александра Рајзман · САД                                                                                               |  |  |  |

### Ритмичка гимнастика
| Дисциплине         | Злато | Сребро | Бронза |  |  |  |
|                    | | | |  |  |  |
| екипно детаљи      | Русија · Ксенија Дудкина · Алина Макаренко · Јулијана Донскова · Анастасија Близњук · Каролина Севастјанова · Анастасија Назаренко | Белорусија · Марија Гончарова · Анастасија Иванкова · Наталија Лешчик · Александра Наркевич · Ксенија Санкович · Алина Тумилович | Италија · Елиза Бланки · Ромина Лаурито · Марта Пањини · Елиза Сантони · Анжелика Саврајук · Андреа Стефанеску |  |  |  |
| појединачно детаљи | Русија · Јевгенија Канајева | Русија · Дарија Дмитријева | Белорусија · Љубов Чаркашина                                                                                   |  |  |  |

### Трамполина
| Дисциплине      | Злато                    | Сребро                  | Бронза            |  |  |  |
|                 |                          |                         |                   |  |  |  |
| мушкарци детаљи | Дунг Дунг · Кина         | Дмитриј Ушаков · Русија | Лу Чунлунг · Кина |  |  |  |
| жене детаљи     | Росана Макленан · Канада | Хуанг Шаншан · Кина     | Хе Вена · Кина    |  |  |  |